# Большое Кашино
Большое Кашино — деревня в Селижаровском районе Тверской области. Входит в состав Дмитровского сельского поселения.
Расположена на реке Тудовка в 36 километрах (43 км по автодороге) к юго-западу от районного центра Селижарово. За рекой находится деревня Малое Кашино.

## Население
| 1859 | 2002 | 2010 |
| ---- | ---- | ---- |
| 88   | ↗121 | ↘114 |

## История
Во второй половине XIX — начале XX века деревня Кашино относилась к Покров-Озановскому приходу Самушкинской волости Осташковского уезда. В 1889 году в деревне 20 дворов, 108 жителей.
В 1940 году деревня Большое Кашино в составе Тверского сельсовета Кировского района Калининской области.
В 1970-80-е годы Большое Кашино центральная усадьба совхоза «Азановский».
В 1996 году деревня Большое Кашино центр Кашинского сельского округа, 53 хозяйства, 161 житель.